# Fuglevad Station
Fuglevad Station er en lille dansk jernbanestation i Fuglevad på Nærumbanen.
En kort scene i Soldaterkammerater (1958) er optaget ved stationen.

## Galleri
- Wikimedia Commons har flere filer relateret til Fuglevad Station

- Overkørsel for Skovbrynet.
- Stationen set fra syd.
- Stationen set fra nord.
- Fodgængerovergang.
- Regiosprinter i det gamle blå design.
- Y-tog en vinterdag i 1975.